# إيليا مويسيف
إيليا يوسيفوفيتش مويسيف (15 مارس 1929 في موسكو - 11 أكتوبر 2020)، هو كيميائي روسي. حقق تقدمًا كبيرًا في مجال التحفيز الكيميائي المركب، بصفته خبيرًا في كل من الحركية وكيمياء التنسيق للمعادن الانتقالية.

## الأوسمة والجوائز
في عام 2002 حصل على جائزة الدولة لروسيا الاتحادية في مجال العلوم والتقانة. في عام 2011 حصل على جائزة حكومة الاتحاد الروسي في مجال العلوم والتكنولوجيا.  كما حصل على أوامر الراية الحمراء للعمل (1986) ، الشرف (1999) والصداقة (2009). 